# Obiect matematic

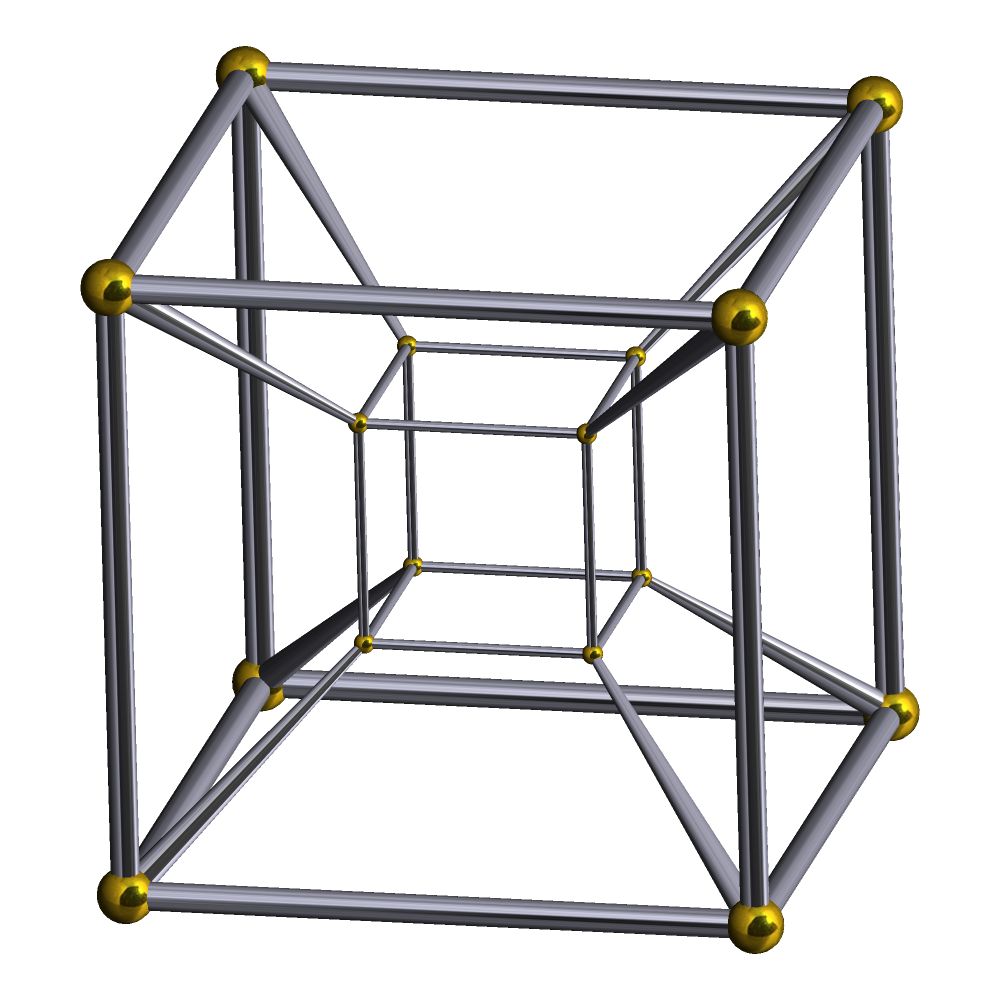
Diagramă Schlegel a unui tesseract

Un obiect matematic este un concept abstract care apare în matematică. În limbajul obișnuit al matematicii, un obiect este orice entitate care a fost (sau ar putea fi) definit formal și cu care se poate face un raționament deductiv și o demonstrație matematică. De obicei, un obiect matematic poate fi o valoare care poate fi atribuită unei variabile și, prin urmare, poate fi utilizată în formule. Obiectele matematice întâlnite frecvent cuprind numere, mulțimi, funcții, expresii (inclusiv expresii propoziționale), obiecte geometrice, transformări ale altor obiecte matematice și spații. Obiectele matematice pot fi foarte complexe, de exemplu teoremele, demonstrațiile și chiar teoriile⁠(d) sunt considerate obiecte matematice în teoria demonstrației⁠(d).
Statutul ontologic al obiectelor matematice a fost subiectul multor cercetări și dezbateri de către filozofii matematicii.

## Exemple de obiecte matematice după ramură
- Teoria numerelor

- numere, operații numerice

- Combinatorică

- permutări, aranjamente, combinări

- Teoria mulțimilor

- mulțimi, partiții
- funcții și expresii

- Geometrie

- puncte, drepte, segmente
- poligoane (triunghiuri, pătrate, pentagaone, hexagoane, ...), cercuri, elipse, parabole, hiperbole
- poliedre (tetraedre, cuburi, octaedre, dodecaedre, icosaedre, ...), sfere, elipsoizi, paraboloizi, hiperboloizi, cilindru, conuri.

- Teoria grafurilor

- grafuri, arbori, noduri, muchii

- Topologie

- spații topologice și varietăți

- Algebră liniară

- scalari, vectori, matrici, tensori

- Algebră abstractă

- grupuri
- inele, module⁠(d)
- corpuri, spații vectoriale

Categoriile sunt în același timp recipiente pentru obiecte matematice și obiecte matematice în sine. În teoria demonstrației, teoremele și demonstrațiile sunt și ele obiecte matematice.